# Acis orientalis
Acis orientalis (sin. Acis ionica), jedna od devet vrsta zvanikovki u rodu Acis. Rijetka biljka koja raste samo po zapadnoj Grčkoj i južnoj Albaniji, blizu grada Vlore

## Sinonimi
- Acis ionica (Kit Tan, Mullaj, Sfikas & Strid) Bareka, Kamari & Phitos; Willdenowia 36(1): 360 (2006)
- Leucojum ionicum Kit Tan, Mullaj, Sfikas & Strid